# Leo Glaser
Leo Glaser (* 28. Mai 1876 in Würzburg; † 27. oder 28. Juni 1950 in New York City) war ein deutscher Chemiker, Apotheker, Unternehmer und Politiker.

## Leben
Leo Glasers Vater Max (Marx) Glaser (* 4. April 1844 in Thüngen) war Kaufmann jüdischer Herkunft. Er zog mit seinen Eltern, Babette Glaser geb. Amson und dem Kaufmann Jakob Glaser, nach Würzburg, erhielt 1874 das Heimatrecht und 1892 das Bürgerrecht. Er war hier als Weingroßhändler tätig und zuletzt Inhaber einer Immobilienagentur. Leo Glasers Mutter Rosa Glaser geb. Regensburger wurde am 13. März 1851 in Feuchtwangen geboren. Mit ihren Eltern, Clara Regensburger geb. Cohn und dem Lederhändler Nathan Regensburger, zog Rosa Glaser später nach Rothenburg ob der Tauber. Dort heiratete sie 1874 Max Glaser und zog zu ihm.
Leo Glaser studierte in Würzburg und promovierte 1901 bei Wilhelm Conrad Röntgen. Er ging in das mecklenburgische Bad Doberan und übernahm die fachliche Leitung der Haliflor-Company GmbH, einer chemischen Fabrik für Parfümerien und Kosmetika. Als der Besitzer, der Unternehmer, Zeitungsverleger und Stadtrat a. D. Reinhold Rudloff 1904 starb, wurde Leo Glaser Betriebsleiter. 1906 heiratete er die Tochter Rudloffs, Elsa Bitt (1873–1947) und übernahm damit das Unternehmen. Elsa Bitt hatte bereits zwei Töchter, Annemarie und Käthe (Kate, 1900–1978). Kate Diehn-Bitt wurde eine bekannte Malerin. Gemeinsam bekam das Ehepaar Glaser 1910 die Tochter Lili. Leo Glaser gelang es, den Erfolg der Firma Haliflor zu steigern und die internationalen Firmenbeziehungen weiter auszubauen. Die Firma verlegte in den 1930er Jahren ihren Firmensitz nach Rostock.
Von 1924 bis 1928 war Leo Glaser Präsident der mecklenburgischen Handelskammer in Rostock. Die Universität Rostock ernannte ihn zum Ehrenmitglied. 1919 gehörte er zu den Mitbegründern der Deutschen Demokratischen Partei in Mecklenburg.
Nach der Machtergreifung der Nationalsozialisten wurde die Firma 1938 enteignet, das Ehepaar Glaser zog sich aus dem öffentlichen Leben zurück und stellte selbst den Kontakt zu den nichtjüdischen Familienmitgliedern ein, um diese nicht zu gefährden. Den Deportationen entging Leo Glaser, da seine Frau keine Jüdin war und die Mischehe einen gewissen Schutz bot. 1938 wurde Leo Glaser vorübergehend inhaftiert. Seine als „Halbjüdin“ verfolgte Tochter Lili Hahn emigrierte 1941 mit ihrem Ehemann in die USA.
Nach Ende des Zweiten Weltkrieges wurde Leo Glaser zum Leiter des Finanzamtes bestellt. Er beteiligte sich am Aufbau der Liberal-Demokratischen Partei Deutschlands (LDPD) in Mecklenburg. Glaser sah für sich in der Sowjetischen Besatzungszone keine Zukunft und gab sein 1946 für die LDPD angetretenes Amt als Rostocker Stadtrat für Finanzen auf und zog nach dem Tod seiner Ehefrau 1947 zu seiner Tochter Lili nach New York.